# بلازينج سادلس
بلازينج سادلس (بالإنجليزية: Blazing Saddles)‏ هو فيلم كوميدي تم إنتاجه في الولايات المتحدة وصدر في سنة 1974. الفيلم من إخراج ميل بروكس من بطولة جين وايلدر وميل بروكس.

## الميزانية والإيرادات
بلغت تكلفة إنتاج الفيلم حوالي 2.6 مليون دولار بينما حقق إيرادات تقدر بـ 119.5 مليون دولار.

## وصلات خارجية
- بلازينج سادلس على موقع IMDb (الإنجليزية)
- بلازينج سادلس على موقع ميتاكريتيك (الإنجليزية)
- بلازينج سادلس على موقع الموسوعة البريطانية (الإنجليزية)
- بلازينج سادلس على موقع روتن توميتوز (الإنجليزية)
- بلازينج سادلس على موقع نتفليكس (الإنجليزية)
- بلازينج سادلس على موقع قاعدة بيانات الأفلام العربية
- بلازينج سادلس على موقع ألو سيني (الفرنسية)
- بلازينج سادلس على موقع Turner Classic Movies (الإنجليزية)
- بلازينج سادلس على موقع أول موفي (الإنجليزية)
- بلازينج سادلس على موقع بوكس أوفيس موجو (الإنجليزية)